# Wiejadło

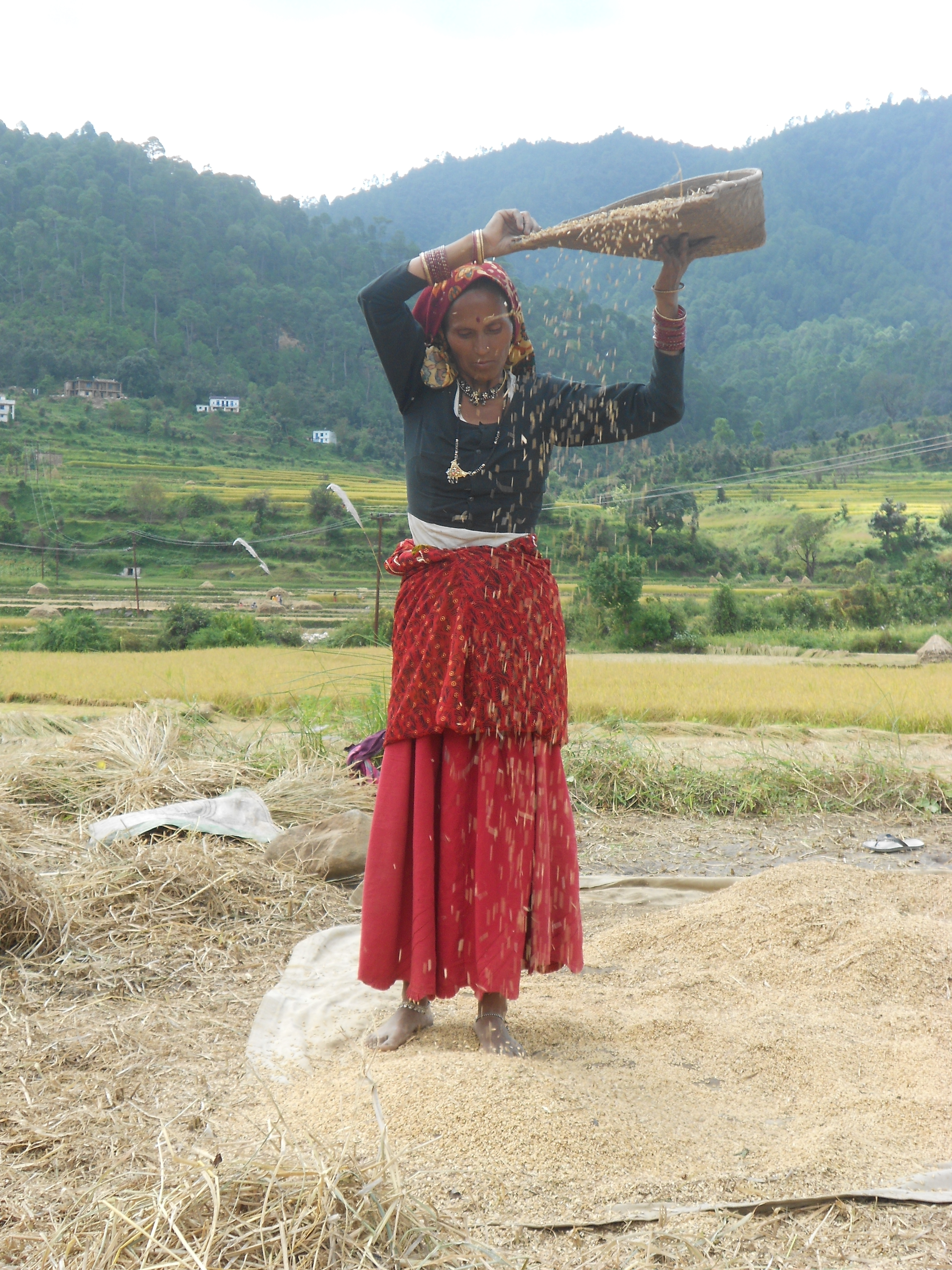
Czyszczenie ryżu za pomocą wiejadła, Uttarakhand, Indie

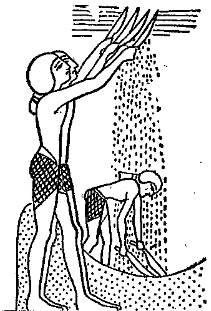
Używanie wiejadła

Wiejadło – narzędzie do oddzielenia ziarna od plew, w formie podobnej do wideł lub szufli. Było używane od starożytności, a w wielu regionach świata używane jest do dziś.
Przy silnym wietrze podrzucano wiejadłem ziarno wymieszane z plewami. Ziarno spadało na klepisko, a plewy były porywane przez wiatr. Zastępowane przez dużo wydajniejszą wialnię.
O wiejadle mówił Jan Chrzciciel, gdy zapowiadał przyjście Mesjasza:
"Ma On wiejadło w ręku i oczyści swój omłot: pszenicę zbierze do spichlerza, a plewy spali w ogniu nieugaszonym" (Mt 3,12)
"Ma On wiejadło w ręku dla oczyszczenia swojego omłotu: pszenicę zbierze do spichlerza, a plewy spali w ogniu nieugaszonym"
(Łk 3,17)